# Naprowadzanie
Naprowadzanie – technika występująca w broni rakietowej. 
Określenie organizacji lotu pocisku występujące w technice rakietowej, która jest tak obliczona, żeby osiągnąć maksymalne prawdopodobieństwo rażenia celu. 
Występują dwa sposoby naprowadzania:
- a) jeden sposób polega na zbliżeniu się pocisku do celu na taką odległość przy której zapalnik radiowy znajdujący się w nim zadziała niezawodnie i cel zostanie rażony odłamkami ładunku bojowego,
- b)  drugi sposób polega na bezpośrednim trafieniu pocisku w cel.

Ogólnie w procesie naprowadzania lotu pocisku, w tym przypadku jest to zależne od metody jaka została przyjęta do określenia punktu wyprzedzenia przez odpowiedni układ systemu kierowania, do którego jest konieczna znajomość odległości do pocisku oraz celu. Powoduje to skomplikowanie aparatury sterowania pociskiem przy jednoczesnym zmniejszeniu wymagań dotyczących jego manewrowości.